# Carl von Scheel-Plessen

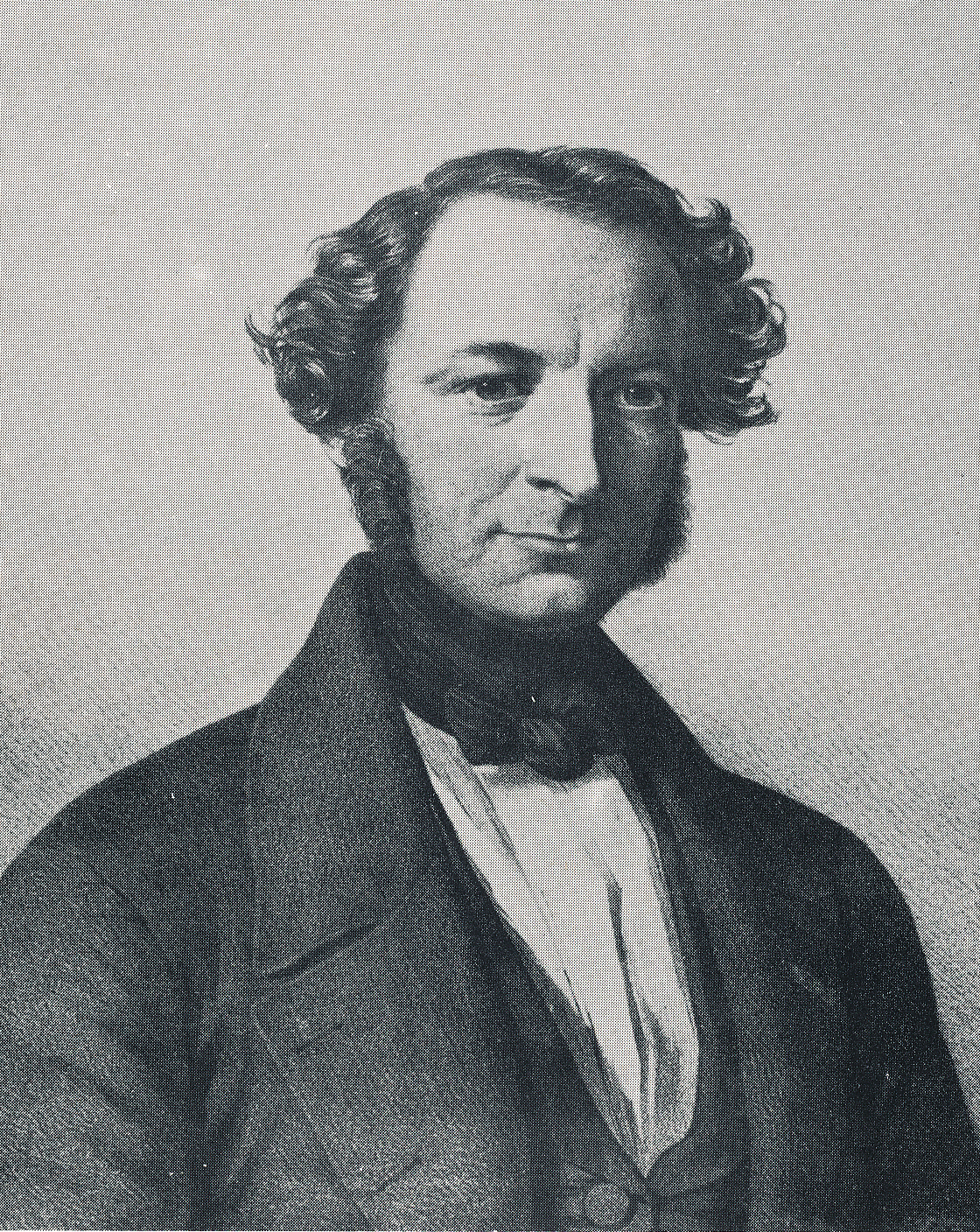
Carl Theodor August Graf von Scheel-Plessen.

Carl Theodor August Graf von Scheel-Plessen (* 18. März 1811 auf Gut Sierhagen bei Neustadt in Holstein; † 7. Juli 1892 in Varese, Italien) war ein holsteinischer Politiker.
Ab 1852 durfte er den Namen und Titel Baron von Scheel-Plessen (vorher Baron von Plessen) führen. Im Dreikaiserjahr 1888 wurde er in den erblichen preußischen Grafenstand erhoben.

## Leben
Carl Scheel-Plessen hatte die auf Seeland (Dänemark) gelegenen Güter Selsoe mit Lindholm und Bognaes (bei Roskilde), Saltoe und Harrested geerbt. Nach dem Besuch des Katharineums zu Lübeck bis Ostern 1829 studierte er Rechtswissenschaft in Berlin, Kiel, Göttingen und München. In dieser Zeit war er im Corps Holsatia Göttingen und im Corps Holsatia Kiel aktiv. Nach den Examen war er von 1843 bis 1846 Amtmann in Sonderburg und Ærø, 1845 auch Dänischer Kammerherr. 1846 wurde er Deputierter in der dänischen Rentenkammer. 1848 war er kurzzeitig interimistischer Minister für die (dänischen) Herzogtümer Schleswig und Holstein. Nach dem Schleswig-Holsteinischen Krieg war er 1852 interimistischer Leiter der Holsteiner Regierung und von 1853 bis 1856 Oberpräsident in Altona. Er war Präsident der Holsteiner Ständeversammlung und Mitglied des Dänischen Reichsrates.
Nach dem Deutsch-Dänischen Krieg und der preußischen Annexion Schleswig-Holsteins war Scheel-Plessen von 1866 bis 1879 erster Oberpräsident der Provinz Schleswig-Holstein und von 1867 bis 1868 zugleich Regierungspräsident des Regierungsbezirks Holstein. Die Krone Preußens berief ihn auf Lebenszeit in das Preußische Herrenhaus.

## Familie
Carl von Scheel-Plessen ist der zweite Sohn des Königlich Dänischen Geheimen Konferenzrates Mogens (Magnus) Joachim Lehensgraf von Scheel-Plessen (1782–1853) und dessen Ehefrau Margaretha Wilhelmina von Hedemann (1788–1854), einer Tochter des Bernhard Otto von Hedemann. Die dänischen Diplomaten Wulff Scheel-Plessen und Otto von Plessen sowie der preußische Geheime Regierungsrat Hugo von Plessen waren seine Brüder.
Am 26. November 1844 heiratete er in Nehmten Henriette Schreiber von Cronstern (1826–1874), die das in Holstein gelegene Fideikommiss Nehmten, Marutendorf und Hohenschulen einbrachte. Das Paar hatte folgende Kinder:
- Carl (1845–1932), dänischer Graf 1895, preußische Anerkennung 1896, ⚭ 1882 Louise Gräfin von Plessen (1860–1939)
- Emma (* 1847), Baronin, ⚭ 1868 Franz Freiherr von Vincke († 1882)
- Ludwig (1848–1929), wurde nach Erhebung in den preußischen Grafenstand das Führen des Namens von Plessen-Cronstern bewilligt, ⚭ 1888 Leopoldine Gräfin von Hoyos (1870–1935)
- Gabriele (* 1850), Baronin
- Wulf (* 1854), Baron
- Gustav (* 1858), Baron
- Hugo (* 1860), Baron

Carl von Scheel-Plessens Enkel, Sohn von Carl (1845–1932), war der Forschungsreisende Victor Baron von Plessen; zu seinen Ururenkelinnen gehören die Schriftstellerin Elisabeth Plessen und die Kulturhistorikerin Marie-Louise von Plessen.

## Auszeichnungen
- Dr. iur. h. c. der Christian-Albrechts-Universität Kiel
- Kommandeur des Danebrog-Ordens
- Großkreuz des Roten-Adler-Ordens